# Churandy Martina
Churandy Thomas Martina (Willemstad, Curazao, 3 de julio de 1984) es un deportista neerlandés que compite en atletismo, especialista en las carreras de velocidad y de relevos. Hasta 2010 compitió por Antillas Neerlandesas.
Ganó una medalla de oro en los Juegos Panamericanos de 2007 y cuatro medallas en el Campeonato Europeo de Atletismo entre los años 2012 y 2018.
Participó en cinco Juegos Olímpicos de Verano, entre los años 2004 y 2020, ocupando el cuarto lugar en Pekín 2008 (100 m), el quinto en Londres 2012 (100 m y 200 m) y el quinto en Río de Janeiro 2016 (200 m).
Fue el abanderado de Antillas Neerlandesas en los Juegos Olímpicos de Atenas 2004 y Pekín 2008, y de los Países Bajos en Tokio 2020.

## Palmarés internacional
| Representando a Antillas Neerlandesas |                          |                   |           |
| Juegos Panamericanos                  |                          |                   |           |
| Año                                   | Lugar                    | Medalla           | Prueba    |
| 2007                                  | Río de Janeiro (Brasil)  | Medalla de oro    | 100 m     |
| Representando a los Países Bajos      |                          |                   |           |
| Campeonato Europeo                    |                          |                   |           |
| Año                                   | Lugar                    | Medalla           | Prueba    |
| 2012                                  | Helsinki (Finlandia)     | Medalla de oro    | 200 m     |
| 2012                                  | Helsinki (Finlandia)     | Medalla de oro    | 4 × 100 m |
| 2016                                  | Ámsterdam (Países Bajos) | Medalla de oro    | 100 m     |
| 2018                                  | Berlín (Alemania)        | Medalla de bronce | 4 × 100 m |